# Brațigovo
Brațigovo (în bulgară Брацигово) este un oraș în partea de sud a Bulgariei, la poalele Rodopilor, pe râul Umișca. Aparține de  Obștina Brațigovo, Regiunea Pazargik.
Stațiune balneoclimaterică cu ape recomandate tratamentului sistemului nervos, rinichilor și pielii. În oraș se află și cea mai înaltă clopotniță din Peninsula Balcanică, construită de Ivan Dragov în 1835.

## Demografie
Componența etnică a orașului Brațigovo
     Bulgari (82,22%)
     Romi (9,09%)
     Nicio identificare (8,08%)
     Altele (1,08%)
La recensământul din 2011, populația orașului Brațigovo era de 4.146 locuitori. Din punct de vedere etnic, majoritatea locuitorilor (82,22%) erau bulgari, cu o minoritate de romi (9,09%). Pentru 8,08% din locuitori nu este cunoscută apartenența etnică.